# Le Rapt des Sabines
Pour plus de détails, voir Fiche technique et Distribution.
Le Rapt des Sabines (El rapto de las Sabinas) est un film mexicain réalisé par Alberto Gout, sorti en 1962. Le film raconte l'enlèvement des Sabines.

## Fiche technique
- Titre français : Le Rapt des Sabines[1]
- Titre originale : El rapto de las Sabinas
- Réalisation et scénario : Alberto Gout
- Photographie : Alex Phillips
- Pays d'origine : Mexique
- Format : Couleurs - 1,37:1 - Mono
- Genre : péplum
- Date de sortie : 
  - Mexique : 19 juillet 1962
  - France : 20 avril 1964[1]

## Distribution
- Lorena Velázquez (es) : Hersilie
- Tere Velázquez : Rhéa Silvia
- Wolf Ruvinskis (es) : Romulus
- Lex Johnson : Hostes
- Luis Induni : Tito Tacio
- Victor Ruiz : Rémus